# Росси, Паоло (актёр)
Паоло Ро́сси (итал. Paolo Rossi; род. 22 июня 1953, Монфальконе, Гориция) — итальянский актёр театра и телевидения, сценарист, певец и композитор. Наиболее известнен как исполнитель комических ролей и артист кабаре, мастер монолога. Автор экспериментальных постановок с участием публики, создатель и руководитель труппы «Цирк Паоло Росси» (1995).

## Биография
Родился в 1953 году в Монфальконе в семье Лионелло Росси Кобау, в годы войны служившего волонтёром Итальянской социальной республики. Рос в этом городе и в Ферраре, где посещал среднюю школу, прежде чем осесть в Милане.
Актёрскую карьеру начал как стендапист, выступая на клубных сценах. В театре с 1978 года, получил известность уже в одной из первых своих ролей в постановке «Пикколо-театро» «История солдата» (1979) по пьесе Дарио Фо. В 1980-е годы играл в известном своими новаторскими постановками Teatro dell’Elfo, наиболее заметные роли этого периода исполнил в постановках «Классовый враг» (1983) по пьесе Найджела Уильямса и «Комики» (1986) по произведению Тревора Гриффитса. В 1984 году привлёк внимание также в роли Ариэля в постановке «Бури» Шекспира (1984). Во второй половине 1980-х и начале 1990-х годов получили известность моноспектакли Росси, в том числе «Рецитал» и «Зовите меня Ковальский» (1987) и «Операция „Романтика“» (1991), а также «анти-мюзиклы» в постановке Джампьеро Солари («Видения Мортимера», 1988; «Комедия за две лиры», 1990; «Что есть, то есть», 1991). В 1994 году поставленная самим Росси Milanon Milanin — сатирическая интерпретация истории Милана за последние три десятилетия — закрепила за ним репутацию одного из ведущих театральных актёров Италии.
В 1995 году создал «Цирк Паоло Росси» — гастролирующую труппу из 18 актёров и музыкантов, за два года давшую более 100 представлений по всей стране. Эта труппа стала важным явлением в итальянской культуре своего времени. Позже основал театральную труппу Teatro di Rianimazione и продолжал эксперименты в области сценического языка, подготовив ряд постановок, творчески трактующих классические литературные произведения («Гаргантюа и Пантагрюэль», «Ромео и Джульетта»). В спектакле «Ромео и Джульетта — вечер организованного безумия» (1998) театральное действо предполагает полноценное участие публики в развитии представления. В 2001 году развил этот приём в спектакле «Истории для организованного безумия», построенном на взаимодействии актёра-рассказчика со зрителями. В спектакле 2003 года сцены из комедий Мольера Росси облёк в жанровую форму комедии дель арте.
За два театральных сезона 2002/2003 и 2003/2004 более 150 тысяч зрителей посетили представления сатирической программы «Синьор Росси и Конституция — народная молитва об организованном безумии». В 2006 году, через 18 лет после успеха моноспектакля «Зовите меня Ковальский» Росси предложил публике его продолжение «Зовите меня Ковальский. Возвращение» (позже «Зовите меня Ковальский. Эволюция») с новыми текстами и привлечением дополнительных актёров и музыкантов. Весной 2007 года в постановке по «Игроку» Достоевского с Росси выступали два новых коллектива — BabyGang (Милан) и Pupkin Kabarett (Триест). На следующий год, реализуя с труппой BabyGang проект «Народный театр», Росси подготовил постановку «Убю, король Италии» (вольная трактовка пьесы «Король Убю» Альфреда Жарри), в гротескной форме обличающую чванство власти и пустоту политических и культурных кругов. В 2010—2013 годах ставил «Мистерию-буфф» Дарио Фо, выдержавшую более 200 постановок, в том числе в Лондоне и филиале Итальянского института культуры в Брюсселе. Одновременно в 2010—2011 годах выступал как режиссёр оперных постановок театров в Сполето (экспериментальный театр А. Белли) и Неаполе (Сан-Карло.
С 2002 года женат на актрисе и певице Наде Абубакер. У Росси трое детей от трёх разных партнёрш: Давиде (от актрисы Лучи Вазини), Джорджа и Шоан (от Абубакер).

### Кино, телевидение и музыка
В кино снимался с 1986 года («Улица Монтенаполеоне» Карло Вандзины, «Женщина на пароме» Амедео Фаго, «Хвост дьявола» Джорджо Тревеса). Дебют Росси на телевидении состоялся в 1992 году в сатирической программе Su la testa! на канале Rai 3, быстро завоевавшей высокую популярность. Росси был не только одним из основных её ведущих, но и автором и режиссёром, приглашавшим в передачу начинающих актёров, для которых она становилась первым шагом к известности. Был постоянным гостем или ведущим сатирических программ Mai dire gol (1993—1998), Scatafascio (1997—1998) Che tempo che fa (2005—2006, 2012—2013), Parla con me (2011), выходивших в эфир на 1-м и 3-м каналах итальянского телевидения.
Писал музыку и песни к фильмам, выпустил ряд альбомов как автор-исполнитель. Многократный участник Фестивалей итальянской песни в Сан-Ремо:
- 1994 — в дуэте с Энцо Янначчи («I soliti accordi»);
- 2007 — сольное выступление с ранее не исполнявшейся песней Рино Гаэтано «In Italia si sta male (si sta bene anziché no)»;
- 2012 — в дуэте с Самуэле Берсани[итал.] («Un pallone»);
- 2018 — с группой Lo Stato Sociale («Una vita in vacanza»).

## Награды и номинации
- В 1992 году завоевал премию «Солинас»[итал.], присуждаемую лучшим итальянским киносценаристам («Тысяча синих пузырей», с Леоне Помпучии[итал.] и Филиппо Пики).

- В 1996 году удостоен премии Итальянского национального профсоюза киножурналистов «Серебряная лента» за лучший сценарий («Официанты», с Помпуччи и Пики)[7][8]. В 2024 году стал лауреатом специальной премии «Флайяно»[итал.] лучшему театральному актёру и лауреатом театральной премии Фестиваля сатиры в Форте-деи-Марми[2].

- Номинант итальянских премий «Золотой глобус» (1996, в номинации «Лучший актёр» за роль в фильме «Рождение тишины») и «Золотая хлопушка» (1995, в номинации «Лучший сценарий» за «Официантов»)[7].

- Многократно входил в лонг-лист национальной кинопремии «Давид ди Донателло», в том числе в номинациях «Лучшая мужская роль» («Рождение тишины», 1995/1996), «Лучшая мужская роль второго плана», «Лучшая оригинальная песня» (2018, 2021), «Лучший сценарий» и «Лучшая музыка»[9].